# Camerata Picena
Camerata Picena är en ort och kommun i provinsen Ancona i regionen Marche i Italien. Kommunen hade 2 558 invånare (2018).